# Wilhelm Solheim
Wilhelm „Bill” Gerhard Solheim (ur. 19 listopada 1924 w Champaign, zm. 25 lipca 2014 na Filipinach) – amerykański antropolog, pionier archeologii prehistorycznej w regionie Filipin i Azji Południowo-Wschodniej.
Kształcił się na Uniwersytecie Kalifornijskim. Przez kilka semestrów przebywał na Uniwersytecie Filipińskim. Doktoryzował się w 1959 roku na Uniwersytecie Arizony.
Wykładał w Katedrze Antropologii Uniwersytetu Hawajskiego. W 1991 roku przeszedł na emeryturę jako profesor emeritus.
W 2003 roku powstała Fundacja Solheima (Solheim Foundation).

## Wybrana twórczość
- Archaeology of central Philippines : a study chiefly of the Iron Age and its relationships, Manila : National Science Development Board, National Institute of Science and Technology, 1964.
- Archaeological survey to investigate Southeast Asian prehistoric presence in Ceylon, Colombo : Commissioner of Archaeology, Ceylon Dept. of Archaeology, 1972
- Archaeology of central Philippines : a study chiefly of the Iron Age and its relationships, [Manila] : University of the Philippines, Archaeological Studies Program, 2002.
- Archaeology and culture in Southeast Asia : unraveling the Nusantao, (wyd. poprawione), Diliman, Quezon City : University of the Philippines Press, 2006. ISBN 971-542-508-9